# Regija Los Lagos
X. regija Los Lagos (španjolski: X Región de Los Lagos) je jedna od 15 regija u Čileu. 

## Stanovništvo
U regija živi 836.256 stanovnika. Gustoća naseljenosti je 16,35 stanovnika / km ². Prema podacima iz 2002. najveći gradovi su   Puerto Montt sa 175.965, Osorno sa 16.245, Puerto Varas s 32.022 hab,  Castro s 29.148,  Ancud s 27.292 i Purranque s 20.949 stanovnika. 

## Zemljopis
Susjedne regije su na sjeveru Los Ríos, na jugu Aysén del General Carlos Ibáñez del Campo,  na istoku je državna granica s Argentinom, a na zapadu je Tihi ocean. 

## Administrativna podjela
Regija je podjeljena na četiri pokrajine Chiloé, Llanquihue, Osorno i Palena.

## Vanjske poveznice
- Službena stranica regije  Arhivirana inačica izvorne stranice od 18. studenoga 2019. (Wayback Machine)